# Жимолость канадская
Жимолость канадская (лат. Lonicera canadensis) — листопадный кустарник, вид рода Жимолость (Lonicera) семейства Жимолостные (Caprifoliaceae).

## Экология и ареал
Теневыносливое, медленно растущее растение.
В природе Жимолость канадская распространёна в Северной Америке — Саскачеване, Квебеке, Миннесоте, Висконсине, Мичигане, Пенсильвании.

## Ботаническое описание
- Кустарник высотой до 1,5 м. Побеги голые, верхушечная почка развитая, пазушные почки одиночные либо сериальные.
- Листья 4—8 см длиной и 2—4 см шириной, яйцевидные или продолговато-яйцевидные, с закругленным основанием, к концу притупленные или заострённые, сверху светло-зелёные, голые, снизу сначала опушённые. Черешки 5—8 см длиной.
- Цветки парные, в пазухах листьев или на поникающих цветоносах 2—2,5 см длиной. Чашечка пятизубчатая. Венчик двугубый, трубчато-воронковидной формы, желтовато-белого цвета, нередко с красноватым налётом, 1,5—2 см длиной, внутри опушённый, снаружи голый. Завязи не сросшиеся или почти не сросшиеся. Прицветники мелкие, реснитчатые, редко редуцированные.
- Плоды — ягоды шаровидной формы, около 0,8 см в диаметре, ярко-красного цвета, у основания сросшиеся. Семена в количестве 6.
- Цветёт в апреле—мае. Плодоносит в июне.
- Нередко используется как декоративное растение.

## Таксономия
Вид Жимолость канадская входит в род Жимолость (Lonicera) семейства Жимолостные (Caprifoliaceae) порядка Ворсянкоцветные (Dipsacales).
|  |                                      |  |                                                             |                                                             |                       |  | ещё 6 семейств (согласно Системе APG II) | ещё 6 семейств (согласно Системе APG II) |                         |  |  |  | ещё около 180 видов |
|  |                                      |  |                                                             |                                                             |                       |  | ещё 6 семейств (согласно Системе APG II) | ещё 6 семейств (согласно Системе APG II) |                         |  |  |  | ещё около 180 видов |
|  |                                      |  |                                                             | порядок Ворсянкоцветные                                     |                       |  |                                          |                                          | род Жимолость           |  |  |  |                     |
|  |                                      |  |                                                             | порядок Ворсянкоцветные                                     |                       |  |                                          |                                          | род Жимолость           |  |  |  |                     |
|  | отдел Цветковые, или Покрытосеменные |  |                                                             |                                                             | семейство Жимолостные |  |                                          |                                          | вид Жимолость канадская |  |  |  |                     |
|  | отдел Цветковые, или Покрытосеменные |  |                                                             |                                                             | семейство Жимолостные |  |                                          |                                          |                         |  |  |  |                     |
|  |                                      |  | ещё 44 порядка цветковых растений (согласно Системе APG II) | ещё 44 порядка цветковых растений (согласно Системе APG II) |                       |  |                                          | ещё 4 рода                               | ещё 4 рода              |  |  |  |                     |
|  |                                      |  |                                                             | ещё 44 порядка цветковых растений (согласно Системе APG II) |                       |  |                                          |                                          | ещё 4 рода              |  |  |  |                     |